# Crusader Kings
Crusader Kings (укр. Королі-хрестоносці) — відеогра в жанрі глобальної стратегії, розроблена Paradox Development Studio і опублікована Strategy First і Paradox Interactive у квітні 2004 року. Розширення під назвою Deus Vult було випущене в жовтні 2007 року. У лютому 2012 року було випущено продовження, яке використовує новий рушій Clausewitz Engine, Crusader Kings II, а 1 вересня 2020 року вийшло ще одне продовження, Crusader Kings III.

## Сетинг
Дія гри розгортається в основному в Європі в період середнього і пізнього середньовіччя з 26 грудня 1066 року (наступний день після коронації Вільгельма Завойовника) до 30 грудня 1452 року (за п'ять місяців до падіння Константинополя). У гру також включені три сценарії: битва при Гастінгсі (1066 р.), Третій хрестовий похід (1187 р.) і Столітня війна (що почалася в 1337 р.).

## Ігровий процес
На відміну від інших ігор Paradox (як-от перших двох частин серії Europa Universalis), Crusader Kings — це симулятор династії, схожий з рольовими відеоіграми, оскільки він фокусується на особистості, заснованої на рисах характеру, основною метою якої є зростання та збагачення своєї династії. У грі гравець намагається керувати своєю династією та доменом протягом чотирьох століть, керуючи її сімейними, економічними, військовими, політичними, релігійними справами та стабільністю. Правителів підтримують призначені радники, канцлер, намісник, маршал, шпигунський майстер і єпископ єпархії, а також вони контролюють збір скутагій зі своїх васалів.
Крім того, щорічні випадкові події, а також сотні заздалегідь підготовлених подій, заснованих на історичних сюжетах, роблять гру різноманітною та складною. Crusader Kings також відрізняється від багатьох подібних покрокових стратегічних ігор тим, що час йде безперервно, а не поділений на окремі ходи. Таким чином, гравець може призупиняти гру, вивчати карту та персонажів, приймати рішення та віддавати накази, а потім за потреби прискорювати або вповільнювати час.
З часом, залежно від територій і привласнених титулів, персонажі можуть бути підвищені в статусі (від графа, герцога, короля до імператора — основні титули) або регресувати по мірі втрати статусу та земель. Васальні титули найнижчого рівня (наприклад, барон замку, мер міста, церковний єпископ), як у Crusader Kings II, не представлені. Гра буде програна, якщо жоден з прямих членів ігрової династії не матиме або не успадкує імператорський, королівський або дворянський ранг.

## Розробка
Провідним програмістом гри був Юхан Андерссон. Рушій для гри був заснований на рушії, розробленому для Europa Universalis II, тобто на оновленому Europa Engine, який був випущений в грудні 2001 року. Схожість між двома іграми, а також випуск конвертера збережених ігор дозволяють гравцям продовжити їхню гру після 1419 року в Europa Universalis II.

## Критика
| Агрегатор  | Оцінка |
| ---------- | ------ |
| Metacritic | 73/100 |

| Видання               | Оцінка       |
| --------------------- | ------------ |
| 1Up.com               | 9/10         |
| Computer Gaming World | [ 8 ]        |
| GameSpot              | 8.2/10       |
| GameSpy               | [ 10 ]       |
| GameZone              | 7.9/10       |
| IGN                   | 7.6/107.6/10 |
| PC Gamer (США)        | 69%          |

Гра отримала «середні» відгуки згідно з агрегатором оглядів Metacritic, причому більшість американських оглядів з'явилися за кілька місяців до офіційного релізу гри в США.

У книзі 2013 року «Цифрові ігри переосмислюють середньовіччя» автор пояснює, що:
Як цифрове середньовіччя Crusader Kings моделює системи культурних змін в середні віки, а не просто присвоює культурні ярлики людям і географічними регіонами Європи в певні хронологічні дати. Гра намагається уникнути анахронізму за рахунок історично обґрунтованих систем ігрового процесу, а не шляхом механічного повторення історичних фактів.

### Нагороди
- Нагорода «Вибір редактора» від Strategy Gaming Online[20]
- Нагорода від Game Vortex Top Pick[21].

## Розширення
В жовтні 2007 року був випущений пакет розширення для завантаження під назвою Deus Vult (з лат. Так хоче Бог). У базову гру були внесені наступні покращення:
- оновлення графіки, в тому числі нові вікна та іконки сповіщень;
- відносини між персонажами (додані дружба та суперництво);
- нові можливості для забезпечення стабільності домену та дипломатичних дій (наприклад, відправка дітей до інших дворів);
- нові риси характеру та розвиток дитячих характеристок з народження;
- нові випадкові події;
- додаткові інструменти для розробників модифікацій.

Як і для інших ігор Paradox, вже через декілька днів після релізу почали з'являтися моди, розроблені фанатами, такі як The Deus Vult Improvement Pack, спрямований на виправлення помилок і зробити мапи, культури і персонажів більш історичними.